# Siirtspor
Siirtspor (offiziell: Siirt Spor Kulübü oder kurz Siirt SK) ist ein Fußballverein aus der türkischen Stadt Siirt.

## Geschichte

### Gründung
Der Verein wurde 1969 als Siirt YSE gegründet und 20 Jahre später in Siirt Köy Hizmetleri umbenannt. 1999 erfolgte die Namensänderung in Siirt Jetpa S.K., ehe der heutige Name 2002 eingeführt wurde. Zur Saison 2000/01 schaffte der Verein den Aufstieg in die Süper Lig, die höchste Liga der Türkei, allerdings stieg er nach der Saison wieder ab.

### Neuzeit
Ende der 2000er und Anfang der 2010er Jahre geriet der Verein in immer größere finanzielle Schwierigkeiten. Die Lage spitzte sich im Laufe der Viertligasaison 2013/14 zu. So hatte der Verein während der Hinrunde große Mühe, die Anfahrtkosten für die Auswärtsspiele zu decken, und wurde ständig von Gläubigern aufgesucht. So konnte man die Anreise für das Auswärtsspiel vom 18. Spieltag gegen Fatih Karagümrük SK nicht antreten. Der türkische Fußballverband wertete das Spiel entsprechend seinem Reglement als 0:3-Niederlage und zog dem Verein zusätzlich weitere drei Punkte ab. Nach diesen Entwicklungen kündigte die Vereinsführung an, im Heimspiel gegen Derince Belediyespor ebenfalls nicht anzutreten. Die Vereinsführung beantragte darüber hinaus den Rückzug vom Ligabetrieb. Nachdem der Verein auch das Spiel gegen Derince Belediyespor nicht angetreten war, trat das Reglement in Kraft, wonach Teams die innerhalb einer Saison grundlos zwei Spiele nicht antraten, automatisch zwangsabsteigen mussten. Alle verbliebenen Spiele des Klubs wurden als 0:3-Niederlage gewertet.

## Erfolge
- Meister der TFF 1. Lig: 1999/2000
- Aufstieg in die Süper Lig: 1999/2000
- Meister der TFF 2. Lig:1998/99
- Aufstieg in die TFF 1. Lig: 1998/99

## Ligazugehörigkeit
- 1. Liga: 2000–2001
- 2. Liga: 1985–1998, 1999–2000, 2001–2002
- 3. Liga: 1998–1999, 2002–2007
- 4. Liga: 2007–2014
- Regionale Amateurliga: seit 2014

## Ehemalige bekannte Spieler
- Timuçin Bayazıt
- Ceyhun Eriş
- Stephan Hanke
- Alp Küçükvardar
- Ersen Martin
- Mustafa Özer
- Hasan Özer
- Okan Öztürk
- Sergen Yalçın

## Ehemalige Trainer (Auswahl)
- Sakıp Özberk (August 1987 – ?)
- Aydın Tohumcu (Juli 1992 – Mai 1993)
- Halil Güngördü (August 1996)
- Raşit Karasu (Juli 1997 – Oktober 1997)
- Erkan Kural (Juli 1998 – Oktober 1999)
- Tanju Çolak (Oktober 1998 – Juli 1999)
- Kamuran Yavuz (Juli 1999 – August 1999)
- Uğur Tütüneker (September 1999 – Frühjahr 2000)
- Yıldırım Uran (Frühjahr 2000 – Mai 2000)
- Sakıp Özberk (Juni 2000 – Oktober 2000)
- Yaşar Erten 1 (Oktober 2000 – November 2000)
- Slobodan Dogandzić (November 2000 – Februar 2001)
- Tevfik Lav (März 2001 – Mai 2001)
- Ekrem Al (Juli 2001 – Oktober 2001)
- Yaşar Erten (Oktober 2001 – Dezember 2001)
- Orhan Kapucu (August 2002 – November 2002)
- Kemal Batmaz (November 2002 – Mai 2003)
- Mustafa Özer (Januar 2004 – Mai 2004)
- Nurettin Şiro (August 2004 – Mai 2005)
- Mustafa Özer (August 2005 – März 2006)
- Yıldırım Uran (März 2006 – Mai 2006)
- Yaşar Erten (August 2006 – April 2007)
- Murat Bölükbaşı (April 2007 – Dezember 2007)
- Önder Karaveli (Januar 2008 – Mai 2008)
- Mustafa Özer (September 2008 – Februar 2009)
- Emrah Bayraktar (Juli 2009 – März 2010)
- Mustafa Özer (März 2010 – Mai 2010)
- Nurettin Şiro (August 2010 – März 2011)
- Ramazan Silin (März 2011 – Dezember 2011)
- Yücel Çolak (Dezember 2011 – Mai 2012)
- Orhan Kapucu (September 2012 – Oktober 2002)
- Hasan Çelik (November 2012 – Januar 2013)
- Ufuk İskender (Januar 2013 – Februar 2013)
- Faik Demir (März 2013 – April 2013)
- Ahmet Erten (August 2013 – Mai 2014)